# Sembadel
Sembadel est une commune française située dans le département de la Haute-Loire en région Auvergne-Rhône-Alpes. Elle fait partie du Parc naturel régional Livradois-Forez.
Ses habitants sont appelés les Sembadelois(es).

## Géographie

### Localisation
La commune de Sembadel se trouve dans le département de la Haute-Loire, en région Auvergne-Rhône-Alpes.
Elle se situe à 39 km par la route du Puy-en-Velay, préfecture du département, à 41 km de Brioude, sous-préfecture, et à 17 km de Craponne-sur-Arzon, bureau centralisateur du canton du Plateau du Haut-Velay granitique dont dépend la commune depuis 2015 pour les élections départementales.
Les communes les plus proches sont : 
Saint-Pal-de-Senouire (3,3 km), Connangles (4,1 km), Félines (4,5 km), La Chaise-Dieu (5,2 km), Bonneval (5,9 km), Monlet (6,5 km), Collat (6,8 km), La Chapelle-Bertin (6,9 km).
| Connangles            | La Chaise-Dieu | Bonneval |
| Saint-Pal-de-Senouire | Sembadel       | Félines  |
|                       | Monlet         |          |

### Climat
Pour des articles plus généraux, voir Climat d'Auvergne-Rhône-Alpes et Climat de la Haute-Loire.
En 2010, le climat de la commune est de type climat des marges montargnardes, selon une étude du Centre national de la recherche scientifique s'appuyant sur une série de données couvrant la période 1971-2000. En 2020, Météo-France publie une typologie des climats de la France métropolitaine dans laquelle la commune est exposée à un climat de montagne ou de marges de montagne et est dans la région climatique Nord-est du Massif Central, caractérisée par une pluviométrie annuelle de 800 à 1 200 mm, bien répartie dans l’année.
Pour la période 1971-2000, la température annuelle moyenne est de 7,9 °C, avec une amplitude thermique annuelle de 15,8 °C. Le cumul annuel moyen de précipitations est de 900 mm, avec 9,7 jours de précipitations en janvier et 7,7 jours en juillet. Pour la période 1991-2020, la température moyenne annuelle observée sur la station météorologique de Météo-France la plus proche, « Félines_sapc », sur la commune de Félines à 5 km à vol d'oiseau, est de 7,5 °C et le cumul annuel moyen de précipitations est de 930,5 mm,. Pour l'avenir, les paramètres climatiques de la commune estimés pour 2050 selon différents scénarios d'émission de gaz à effet de serre sont consultables sur un site dédié publié par Météo-France en novembre 2022.

### Hydrographie
La Senouire, affluent de l'Allier y prend sa source à Chelles qui fait partie de la commune de Sembadel.

### Hameaux et lieux-dits
La commune de Sembadel s'organise autour de deux pôles principaux :
- Sembadel-Bourg
- Sembadel-Gare (une partie des maisons de Sembadel-Gare se trouvent sur la commune de Félines (Haute-Loire))

entourés de hameaux :
- Dignac
- Hierbes
- Bonnefond
- la Roche
- le Fournet
- le Mazel
- la Vernède
- Chelles
- Saint-Léger
- Hierbettes
- les Salles

## Urbanisme

### Typologie
Au 1er janvier 2024, Sembadel est catégorisée commune rurale à habitat très dispersé, selon la nouvelle grille communale de densité à sept niveaux définie par l'Insee en 2022.
Elle est située hors unité urbaine et hors attraction des villes,.

### Occupation des sols
L'occupation des sols de la commune, telle qu'elle ressort de la base de données européenne d’occupation biophysique des sols Corine Land Cover (CLC), est marquée par l'importance des forêts et milieux semi-naturels (61,1 % en 2018), une proportion sensiblement équivalente à celle de 1990 (61,2 %). La répartition détaillée en 2018 est la suivante : 
forêts (55,8 %), zones agricoles hétérogènes (27 %), prairies (10,3 %), milieux à végétation arbustive et/ou herbacée (5,3 %), zones urbanisées (1,6 %). L'évolution de l’occupation des sols de la commune et de ses infrastructures peut être observée sur les différentes représentations cartographiques du territoire : la carte de Cassini (XVIIIe siècle), la carte d'état-major (1820-1866) et les cartes ou photos aériennes de l'IGN pour la période actuelle (1950 à aujourd'hui).

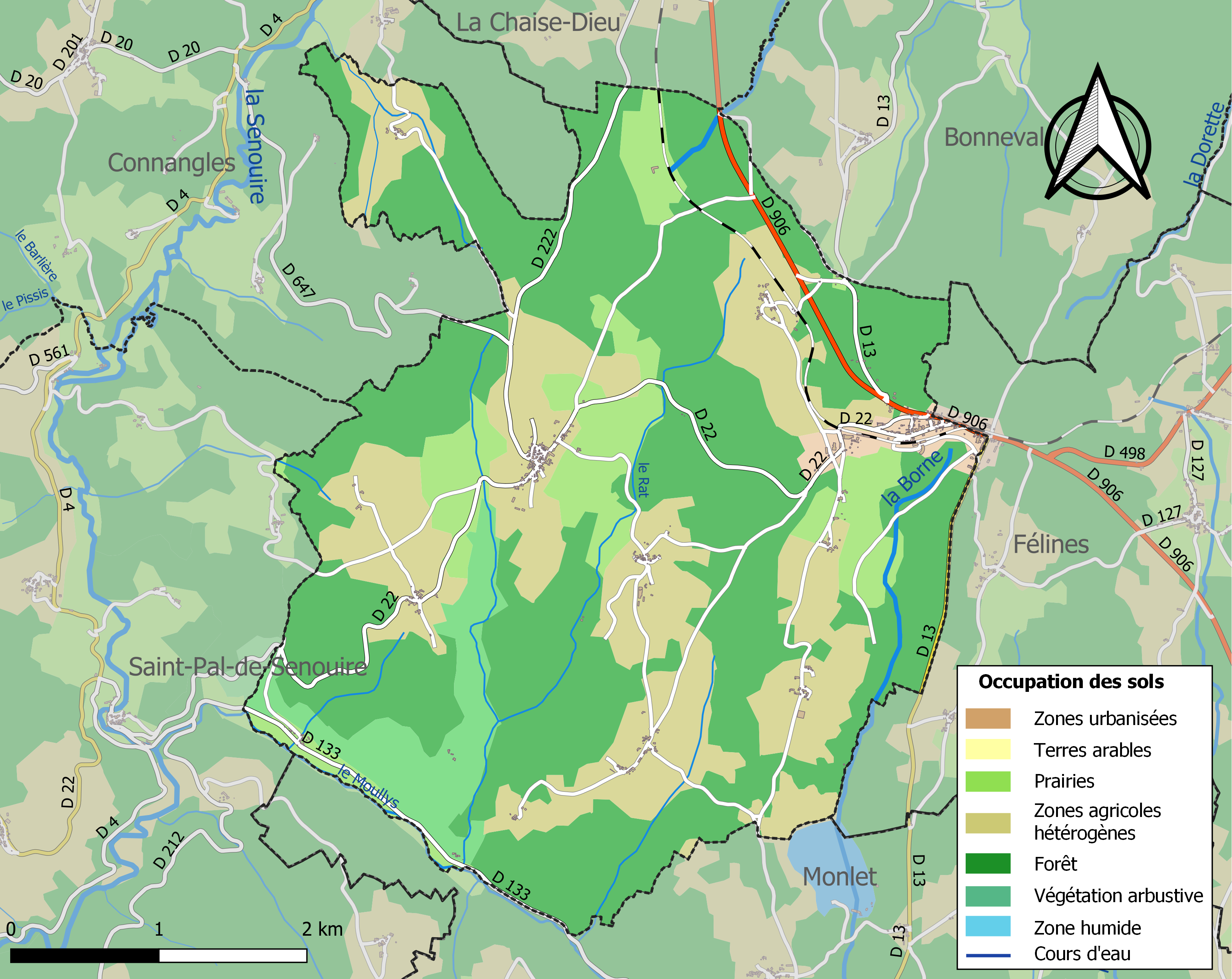
Carte des infrastructures et de l'occupation des sols de la commune en 2018 (CLC).

### Habitat et logement
En 2018, le nombre total de logements dans la commune était de 240, alors qu'il était de 252 en 2013 et de 240 en 2008.
Parmi ces logements, 46,8 % étaient des résidences principales, 36,9 % des résidences secondaires et 16,3 % des logements vacants. Ces logements étaient pour 94,5 % d'entre eux des maisons individuelles et pour 4,6 % des appartements.
Le tableau ci-dessous présente la typologie des logements à Sembadel en 2018 en comparaison avec celle de la Haute-Loire et de la France entière. Une caractéristique marquante du parc de logements est ainsi une proportion de résidences secondaires et logements occasionnels (36,9 %) supérieure à celle du département (16,1 %) et à celle de la France entière (9,7 %). Concernant le statut d'occupation de ces logements, 83,1 % des habitants de la commune sont propriétaires de leur logement (77,3 % en 2013), contre 70 % pour la Haute-Loire et 57,5 pour la France entière.
| Typologie                                               | Sembadel | Haute-Loire | France entière |
| ------------------------------------------------------- | -------- | ----------- | -------------- |
| Résidences principales (en %)                           | 46,8     | 71,5        | 82,1           |
| Résidences secondaires et logements occasionnels (en %) | 36,9     | 16,1        | 9,7            |
| Logements vacants (en %)                                | 16,3     | 12,4        | 8,2            |

## Toponymie
Anciennes mentions : Ecclesia de Saint-Badel (1252), Parochia de Sambadel (1275), Parochia Sancti Badelli (1331), Parochia de Sambadello (1459), Sambadal (1548) et Sembadel-Saint-Léger (XIXe siècle).
Il s'agirait très vraisemblablement d'un saint fictif, né d'une interprétation erronée ou d'une fantaisie de copiste — un phénomène relativement fréquent en toponymie. Le nom pourrait dériver soit du bas latin samba (« citerne »), soit d’une racine hydronymique sab- / sav-, que l’on retrouve dans des noms de rivières tels que la Save (Gers) ou le Sabis, ancien nom de la Selle.
Cette hypothèse d’un pseudo-saint semble renforcée par le fait que, dès le XVe siècle, la majorité des textes mentionnent uniquement Sambadello ou Sambadal, et non un saint éponyme. De plus, le saint patron du village n’est pas Saint Badel, mais Saint Roch.

## Histoire
Le village de Sembadel est mentionné dès le XIIIe siècle. Il dépendait alors des seigneurs d'Allègre, et constituait un point de péage qui fut supprimé au XVIIIe siècle. En 1789, le territoire de la commune faisait partie de la province d'Auvergne.
Lors de la réorganisation administrative de 1790, la commune apparaît sous le nom de Saint-Badel.
En 1843, Sembadel intègre la commune voisine de Saint-Léger, qui avait porté, durant la période révolutionnaire de la Convention nationale (1792–1795), le nom de Léger-les-Côtes.

## Politique et administration

### Découpage territorial
La commune de Sembadel est membre de la communauté d'agglomération du Puy-en-Velay, un établissement public de coopération intercommunale (EPCI) à fiscalité propre créé le 26 décembre 2016 dont le siège est à Le Puy-en-Velay. Ce dernier est par ailleurs membre d'autres groupements intercommunaux.
Sur le plan administratif, elle est rattachée à l'arrondissement de Brioude, au département de la Haute-Loire, en tant que circonscription administrative de l'État, et à la région Auvergne-Rhône-Alpes.
Sur le plan électoral, elle dépend du canton du Plateau du Haut-Velay granitique pour l'élection des conseillers départementaux, depuis le redécoupage cantonal de 2014 entré en vigueur en 2015, et de la deuxième circonscription de la Haute-Loire pour les élections législatives, depuis le redécoupage électoral de 1986.

### Liste des maires
| Période                                  | Période                    | Identité       | Étiquette | Qualité |
| ---------------------------------------- | -------------------------- | -------------- | --------- | ------- |
| Les données manquantes sont à compléter. |                            |                |           |         |
| 1989                                     | 2008                       | Gérard Pascal  |           |         |
| 2008                                     | 2014                       | Michel Bérodot |           |         |
| 2014                                     | En cours (au 28 août 2014) | Roland Gobet   |           |         |

## Population et société

### Démographie

#### Évolution démographique
L'évolution du nombre d'habitants est connue à travers les recensements de la population effectués dans la commune depuis 1793. Pour les communes de moins de 10 000 habitants, une enquête de recensement portant sur toute la population est réalisée tous les cinq ans, les populations de référence des années intermédiaires étant quant à elles estimées par interpolation ou extrapolation. Pour la commune, le premier recensement exhaustif entrant dans le cadre du nouveau dispositif a été réalisé en 2007.

En 2022, la commune comptait 240 habitants, en évolution de +4,35 % par rapport à 2016 (Haute-Loire : +0,36 %, France hors Mayotte : +2,11 %).
| 1793 | 1800 | 1806 | 1821 | 1831 | 1836 | 1841 | 1846 | 1851 |
| ---- | ---- | ---- | ---- | ---- | ---- | ---- | ---- | ---- |
| 619  | 500  | 652  | 601  | 706  | 753  | 891  | 875  | 875  |

| 1856 | 1861 | 1866 | 1872 | 1876 | 1881 | 1886 | 1891 | 1896 |
| ---- | ---- | ---- | ---- | ---- | ---- | ---- | ---- | ---- |
| 865  | 770  | 827  | 738  | 690  | 732  | 771  | 775  | 780  |

| 1901 | 1906 | 1911 | 1921 | 1926 | 1931 | 1936 | 1946 | 1954 |
| ---- | ---- | ---- | ---- | ---- | ---- | ---- | ---- | ---- |
| 818  | 896  | 933  | 865  | 792  | 765  | 712  | 615  | 575  |

| 1962 | 1968 | 1975 | 1982 | 1990 | 1999 | 2006 | 2007 | 2012 |
| ---- | ---- | ---- | ---- | ---- | ---- | ---- | ---- | ---- |
| 524  | 422  | 328  | 263  | 238  | 250  | 250  | 250  | 239  |

| 2017 | 2022 | - | - | - | - | - | - | - |
| ---- | ---- | - | - | - | - | - | - | - |
| 229  | 240  | - | - | - | - | - | - | - |

#### Pyramide des âges
La population de la commune est relativement âgée.
En 2018, le taux de personnes d'un âge inférieur à 30 ans s'élève à 24,9 %, soit en dessous de la moyenne départementale (31 %). À l'inverse, le taux de personnes d'âge supérieur à 60 ans est de 39,8 % la même année, alors qu'il est de 31,1 % au niveau départemental.
En 2018, la commune comptait 119 hommes pour 108 femmes, soit un taux de 52,42 % d'hommes, largement supérieur au taux départemental (49,13 %).
Les pyramides des âges de la commune et du département s'établissent comme suit.
| Hommes | Classe d’âge | Femmes |
| ------ | ------------ | ------ |
| 0,8    | 90 ou +      | 2,8    |
| 6,7    | 75-89 ans    | 13,9   |
| 29,6   | 60-74 ans    | 26,0   |
| 21,6   | 45-59 ans    | 21,1   |
| 11,6   | 30-44 ans    | 16,4   |
| 9,9    | 15-29 ans    | 11,8   |
| 19,6   | 0-14 ans     | 8,1    |

| Hommes | Classe d’âge | Femmes |
| ------ | ------------ | ------ |
| 0,9    | 90 ou +      | 2,5    |
| 8,4    | 75-89 ans    | 11,7   |
| 20,4   | 60-74 ans    | 20,5   |
| 21,3   | 45-59 ans    | 20,3   |
| 16,8   | 30-44 ans    | 16,3   |
| 15,2   | 15-29 ans    | 13,2   |
| 17     | 0-14 ans     | 15,6   |

## Économie

### Revenus
En 2018, la commune compte 108 ménages fiscaux, regroupant 219 personnes. La médiane du revenu disponible par unité de consommation est de 18 630 € (20 800 € dans le département).

### Emploi
| Division       | 2008  | 2013  | 2018  |
| -------------- | ----- | ----- | ----- |
| Commune        | 7,3 % | 8,9 % | 8,7 % |
| Département    | 6,3 % | 7,7 % | 7,7 % |
| France entière | 8,3 % | 10 %  | 10 %  |

En 2018, la population âgée de 15 à 64 ans s'élève à 125 personnes, parmi lesquelles on compte 75,3 % d'actifs (66,7 % ayant un emploi et 8,7 % de chômeurs) et 24,7 % d'inactifs,. Depuis 2008, le taux de chômage communal (au sens du recensement) des 15-64 ans est supérieur à celui du département, mais inférieur à celui de la France.
La commune est hors attraction des villes,. Elle compte 86 emplois en 2018, contre 105 en 2013 et 95 en 2008. Le nombre d'actifs ayant un emploi résidant dans la commune est de 87, soit un indicateur de concentration d'emploi de 99 % et un taux d'activité parmi les 15 ans ou plus de 50,3 %.
Sur ces 87 actifs de 15 ans ou plus ayant un emploi, 33 travaillent dans la commune, soit 38 % des habitants. Pour se rendre au travail, 86,2 % des habitants utilisent un véhicule personnel ou de fonction à quatre roues, 8,1 % s'y rendent en deux-roues, à vélo ou à pied et 5,7 % n'ont pas besoin de transport (travail au domicile).

## Culture locale et patrimoine

### Lieux et monuments

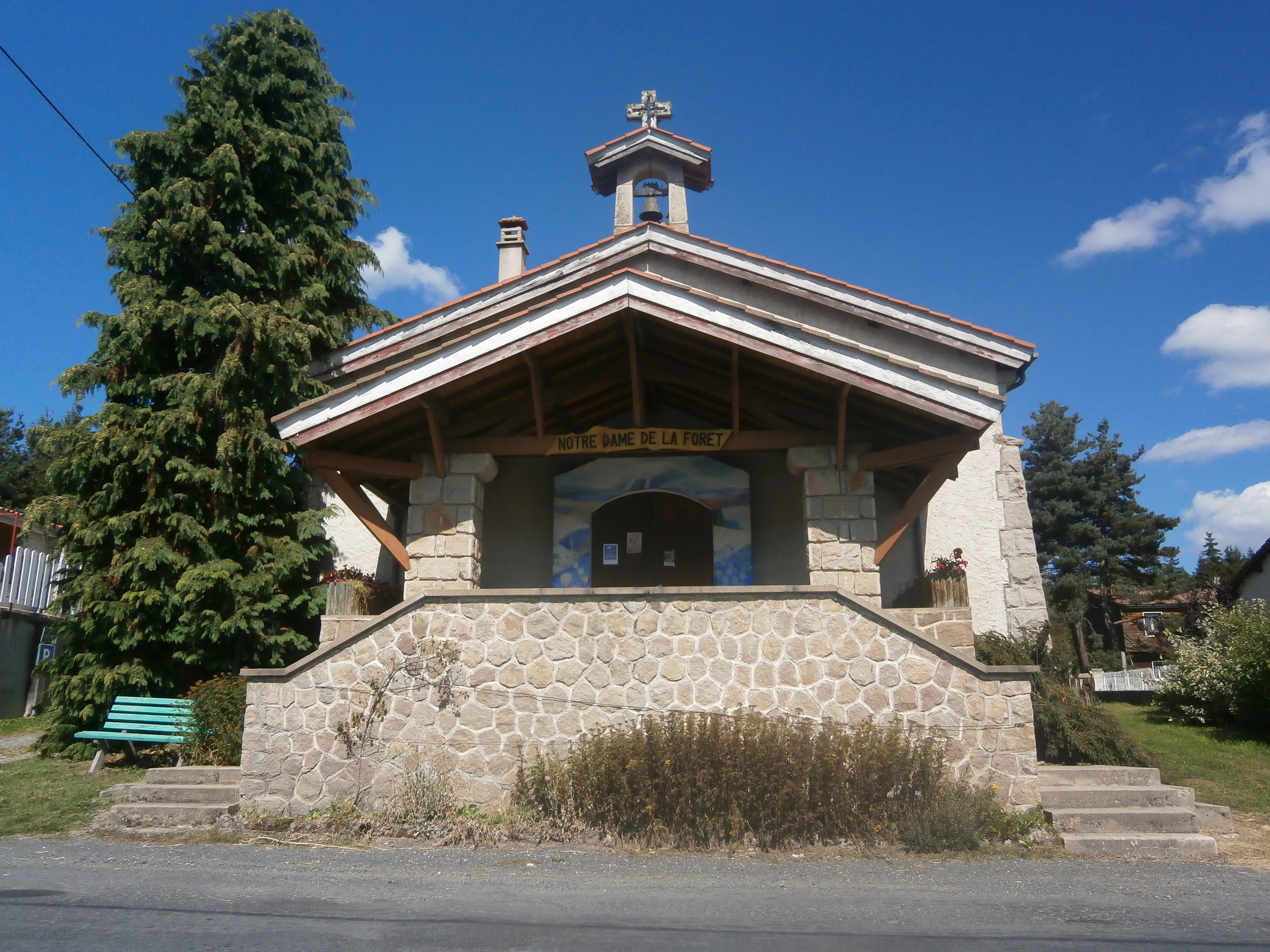
Chapelle Notre-Dame de la Forêt

- La chapelle Notre-Dame-de-la-Forêt à Sembadel-Gare ;
- Une tour météo faisant partie du réseau ARAMIS à proximité de la Vernède ;
- Gare de Sembadel, aujourd'hui halte de la ligne touristique du Livradois-Forez, exploitée par AGRIVAP Les trains de la découverte, en saison ; et terminus du chemin de fer du Haut Forez partant d’Estivareilles. Autrefois gare de connexion entre les lignes de Saint-Germain-des-Fossés à Darsac et la ligne de Bonson (Saint-Étienne) à Sembadel ;
- La rotonde de la gare (gare de bifurcation la plus élevée du réseau PLM) à Sembadel-Gare (les cheminots, avec le concours des maquisards du camp FTP Wodli, un des principaux maquis d’Auvergne, firent sauter le dépôt de Sembadel le 30 avril 1944) ;
- Plusieurs sequoias sont visibles dans le bois de Chelles.

### Personnalités liées à la commune
- Dans le film de Jacques Rouffio, Mon beau-frère a tué ma sœur, le personnage joué par Michel Piccoli se nomme Étienne Sembadel ;
- Yves Ramousse, évêque catholique.